# Anna Airy
Anna Airy (Greenwich, 6 de junho de 1882 — Greenwich, 23 de outubro de 1964) foi uma artista inglesa. Airy é conhecida por suas obras a tinta a óleo, pastel e gravuras água-forte. Ela foi uma das primeiras mulheres oficialmente comissionadas como artista de guerra e foi reconhecida como uma das principais mulheres artistas de sua geração.

## Início de vida
Airy nasceu em Greenwich, Londres, filha de um engenheiro, Wilfrid Airy, e Anna née Listing, e neta do Astrônomo Real George Airy Biddell. Airy estudou na Slade School of Fine Art em Londres de 1899 a 1903, onde estudou com William Orpen e Augustus John com os professores de arte Fred Brown Henry Tonks e Philip Wilson Steer. Airy ganhou prêmios na Slade School em retratos, figuras e outros assuntos, incluindo a bolsa Slade School em 1902. Ela também ganhou o Prêmio Melville Nettleship em 1900, 1901 e 1902.

## Obra

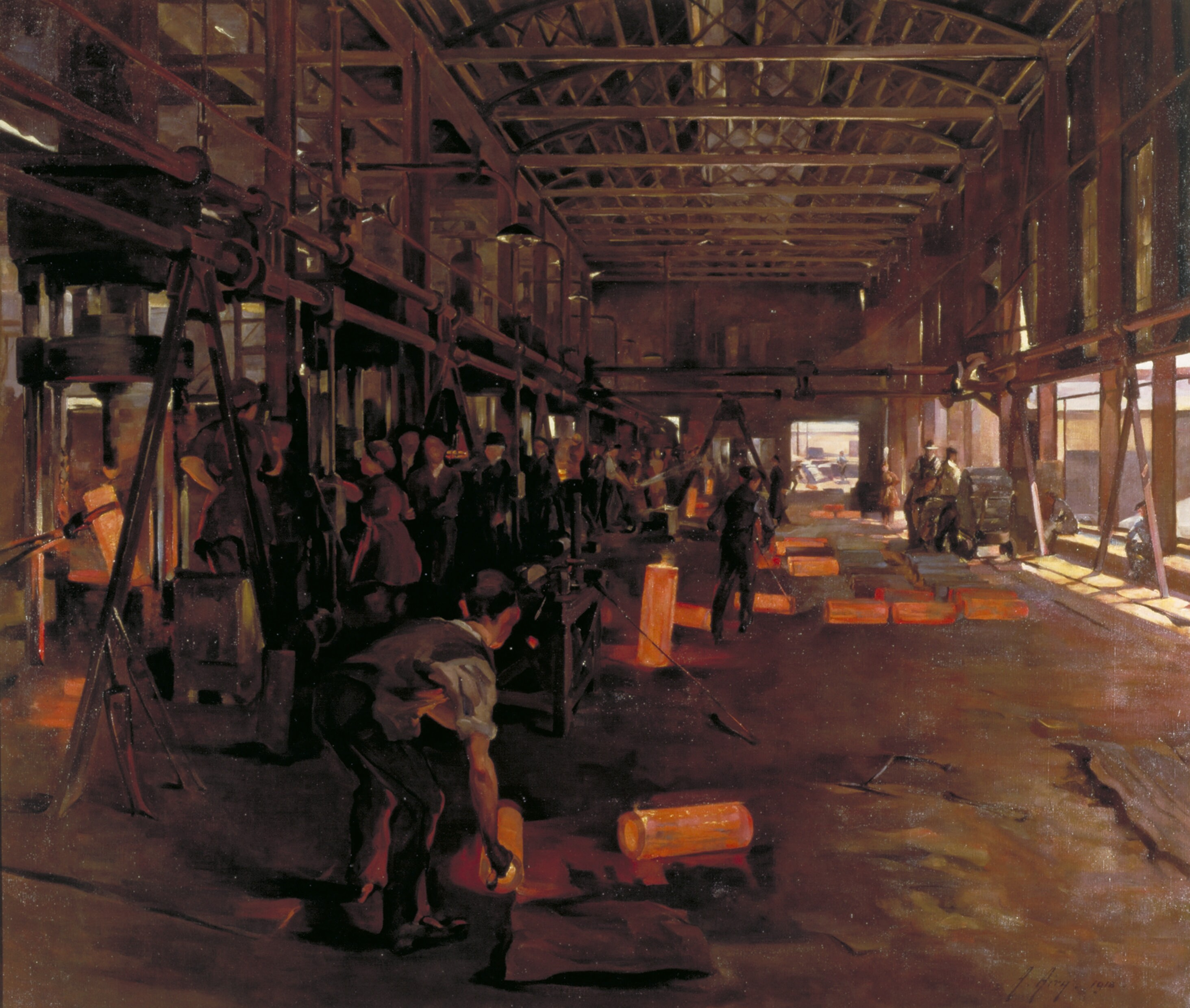
Uma Forja de Shell em uma Fábrica Nacional de Projéteis, Hackney Marshes, Londres (1918)

Durante a Primeira Guerra Mundial, Airy recebeu comissões em várias fábricas e pintou suas telas no local em condições muitas vezes difíceis e, às vezes, perigosas. Por exemplo, enquanto trabalhava em grande velocidade para pintar Uma Forja de Shell em uma Fábrica Nacional de Projéteis, Hackney Marshes, Londres em um ambiente extremamente quente, "o solo ficou tão quente que seus sapatos foram queimados em seus pés". Esta pintura foi apresentada em uma exposição na exposição Women War Artists do Imperial War Museum de 2011–2012.
Em junho de 1918, o Comitê de Munições do Imperial War Museum (IWM). encarregou-a de criar quatro pinturas que representam cenas típicas em quatro fábricas de munições:
- National Projectile Factory em Hackney;[7]
- National Filling Factory em Chilwell, Nottingham, W G Armstrong Whitworth's em Nottingham;
- Aircraft Manufacturing Co. em Hendon;[10]
- South Metropolitan Gas Co.

A encomenda de Chilwell foi substituída por um pedido de pintura na fábrica da Singer em Glasgow. Airy também foi contratada pela Seção de Trabalho Feminino (Women's Work Section) do IWM durante a guerra. Em 1917 ela foi comissionada pelo Canadian War Memorials Fund; e em 1940 pelo Ministério de Munições. Seu trabalho também fez parte das competições de arte nos Jogos Olímpicos de Verão de 1928 e nos Jogos Olímpicos de Verão de 1932.
Airy era casada com o artista Geoffrey Buckingham Pocock e por muitos anos o casal viveu em Haverstock Hill em Hampstead antes de se mudar para Playford, perto de Ipswich.

## Exposições
O trabalho de Airy foi exibido na Academia Real Inglesa em 1905 e em cada ano subsequente até 1956, com sua primeira exposição individual tendo sido realizada na Carfax Gallery em 1908. Airy também expôs no Salão de Paris e na Itália, Canadá e Estados Unidos. Ela foi representada no Museu Britânico; no Victoria and Albert Museum; e o Imperial War Museum. Sua obra também apareceu na Galeria de Arte de Nova Gales do Sul, Sydney, bem como em Auckland, Nova Zelândia; Vancouver e Ottawa no Canadá; e nas Galerias de Arte Corporation de Liverpool, Leeds, Huddersfield, Birkenhead, Blackpool, Rochdale, Ipswich, Doncaster, Lincoln, Harrogate, Paisley e Newport. Uma pintura de Airy, The Golden Plum Tree, exibida em uma exposição de 1916 de obras de artistas mulheres, foi adquirida pelo rainha Maria. Sua água-forte, Forerunners of Fruit (c.1925), está na coleção da Galeria de Arte de Nova Gales do Sul.

## Publicações
Airy é o autora de:
- The Art of Pastel (1930) Londres: Winsor & Newton[15]
- Making a Start in Art (1951) Studio Publications London, New York[16]

## Afiliações
Airy era membro de várias sociedades artísticas. Ela foi eleita membro da The Pastel Society em 1906. Ela também se juntou à Royal Society of Painters and Etchers em 1908, quando a sociedade a elegeu. Foi também membro eleita do Royal Institute of Oil Painters (1909), Royal Institute of Painters in Water Colors (1918) e membro do Royal Glasgow Institute of the Fine Arts (1952). Ela foi eleita presidente da Ipswich Art Society em 1945.